# هرتلینگن
هرتلینگن (به آلمانی: Härtlingen) یک شهر در آلمان است که در وستروالدکرایس واقع شده‌است.